# Palo Alto (Pensilvânia)
Palo Alto é um distrito localizado no estado norte-americano de Pensilvânia, no Condado de Schuylkill.

## Demografia
Segundo o censo norte-americano de 2000, a sua população era de 1052 habitantes.
Em 2006, foi estimada uma população de 1010, um decréscimo de 42 (-4.0%).

## Geografia
De acordo com o United States Census Bureau tem uma área de
2,7 km², dos quais 2,7 km² cobertos por terra e 0,0 km² cobertos por água.

## Localidades na vizinhança
O diagrama seguinte representa as localidades num raio de 4 km ao redor de Palo Alto.